# Benjamin Bonneville
Benjamin Louis Eulalie de Bonneville (Parigi, 14 aprile 1796 – Fort Smith, 12 giugno 1878) è stato un generale, commerciante di pelli ed esploratore statunitense nato in Francia.
È famoso per le sue spedizioni in Oregon Country e nel Gran Bacino, in particolar modo per quanto fatto lungo la pista dell'Oregon.
Bonneville fu reso famoso in vita da un racconto delle sue spedizioni nell'Ovest scritto da Washington Irving.

## Biografia
Benjamin nacque nei pressi di Parigi, in Francia, figlio dell'editore Nicholas Bonneville e della moglie Marguerite Brazier. All'età di sette anni la sua famiglia si trasferì negli Stati Uniti d'America, nel 1803. Il viaggio fu pagato loro da Thomas Paine. Paine aveva abitato a casa dei Bonneville in Francia ed era il padrino di Benjamin e dei suoi due fratelli, Louis e Thomas. Nel suo testamento Paine lasciò la maggior parte del suo patrimonio a Marguerite che si era occupata di lui fino alla morte nel 1809. Nell'eredità era compresa una proprietà di 40,5 ettari a New Rochelle, New York, dove andarono ad abitare, in modo da poter mantenere ed educare i figli.

### Inizio della carriera
Nel 1813 il giovane Bonneville fu ammesso alla United States Military Academy di West Point, New York. Terminò gli studi dopo soli due anni, venendo nominato brevetto sottotenente di artiglieria leggera. Nella sua breve carriera prestò servizio in Nuova Inghilterra, Mississippi e a Fort Smith nel territorio dell'Arkansas.
Nel 1824 fu trasferito a Fort Gibson nel territorio indiano e fu promosso capitano. Durante un viaggio in Francia fu ospite del generale Lafayette. Dopo il ritorno fu trasferito nel 1828 a Jefferson Barracks in Missouri.
Mentre si trovava in Missouri Bonneville fu ispirato dalle opere di Hall Jackson Kelley e dagli editoriali del St. Louis Enquirer (scritti al tempo da Thomas Hart Benton) e si unì all'esplorazione del West. Bonneville si incontrò con Kelley, che ne rimase impressionato e lo mise a capo di una delle sue spedizioni nell'Oregon Country che sarebbe partita all'inizio del 1832. La carenza di volontari ne provocò prima il ritardo della partenza e poi la cancellazione.
Per inseguire il proprio desiderio di esplorare l'Ovest, chiese al generale Alexander Macomb di venire sospeso dal servizio militare, sostenendo di poter effettuare un'ottima ricognizione tra i nativi americani dell'Oregon, che al tempo erano occupati da Stati Uniti d'America e Regno Unito. Era in gran parte controllato dalla Compagnia della Baia di Hudson. Macomb acconsentì alla richiesta, e Bonneville ottenne una licenza di 26 mesi da agosto 1831 a ottobre 1833. Gli fu chiesto di ottenere le informazioni necessarie al governo, e in particolare doveva fingere di essere un commerciante di pelli per imparare la storia naturale della regione, il suo clima, il terreno, la geografia, la topografia, la produzione mineraria, la geologia e le caratteristiche delle tribù locali. Le spese furono pagate da donatori privati, compreso Alfred Seton e forse John Jacob Astor.

### Matrimonio e famiglia
Bonneville si sposò ed ebbe una figlia. Dopo la morte di moglie e figlia non si risposò finché non si congedò nel 1866, quando si insediò a Fort Smith (Arkansas). Solo allora sposò Sue Neis.

### Spedizione del 1832
La sua spedizione più famosa iniziò nel maggio 1832, quando Bonneville partì dal Missouri con 110 uomini, tra cui Nathaniel Jarvis Wyeth e i tenenti Michael Cerre e Joseph Walker. Il viaggio fu finanziato da John Jacob Astor, rivale della Compagnia della Baia di Hudson. La spedizione partì da Fort Osage sul fiume Missouri, risalì il Platte e attraversò l'attuale Wyoming. Raggiunsero il Green River in agosto e vi costruirono un trading post che chiamarono Fort Bonneville. I mountain man lo chiamarono "Fort Nonsense" e non fu mai utilizzato per il commercio.
Nella primavera del 1833 Bonneville esplorò il fiume Snake nell'attuale Idaho, risalendo fino alla sorgente del Salmon fino a raggiungere Fort Nez Perce. Durante il viaggio assunse una guida, John Enos (Enos), uno Shoshone di 10 anni nipote di Zucca Rumorosa (Washakie) e Pahdasherwahundah (Braccialetti di Ferro). In seguito Enos fu guida della spedizione Fremont.
Mandò una parte degli uomini con Joe Walker a esplorare il Gran Lago Salato per trovare una rotta via terra per la California. Walker scoprì una rotta lungo il fiume Humboldt attraverso l'odierno Nevada, e il passo di Walker nella Sierra Nevada. In seguito il percorso fu chiamato California Trail e divenne la rotta principale per gli immigrati diretti ai campi d'oro durante la corsa all'oro californiana. Sono state fatte molte ipotesi sul motivo per cui Bonneville mandò Walker in California. Secondo alcuni storici Bonneville stava cercando terreno fertile per un'eventuale invasione della California, allora messicana, da parte dello United States Army.
John McLoughlin, direttore delle operazioni della Compagnia della Baia di Hudson a Fort Vancouver sul fiume Columbia, seppe della missione di Bonneville. Proibì ai propri commercianti di fare affari con Bonneville e i suoi uomini. Bonneville disse che molti nativi americani incontrati lungo lo Snake erano riluttanti a scontentare la Compagnia della Baia di Hudson commerciando con gli americani.
Nell'estate del 1833 Bonneville si avventurò nella catena montuosa del Wind River Range nell'attuale Wyoming per commerciare con gli Shoshoni. In quel periodo capì che non sarebbe stato in grado di tornare a est entro ottobre come pianificato. Scrisse una lunga lettera al generale Macomb sintetizzando le proprie scoperte e chiedendo più tempo, soprattutto per esplorare il fiume Columbia e parte del Sudovest prima di fare ritorno.

### Tentativo di raggiungere l'Oregon

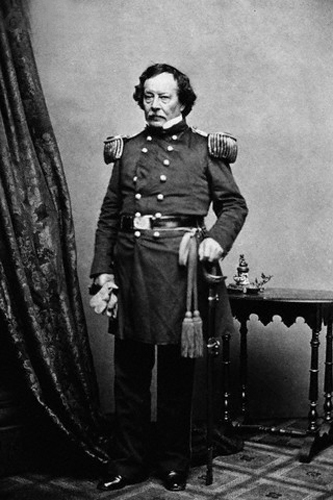
Benjamin Louis Eulalie de Bonneville

Dopo aver passato l'inizio dell'inverno a Fort Bonneville, partì verso ovest nel gennaio del 1834 con l'obiettivo di raggiungere la Willamette Valley. Risalì il fiume Snake attraverso l'Hells Canyon fino alle Wallowa Mountains dove furono accolti in modo ospitale dai Nasi Forati stanziati lungo il fiume Imnaha.
Il 4 marzo 1834 raggiunsero Fort Nez Perces, l'avamposto della Compagnia della Baia di Hudson alla confluenza dei fiumi Walla Walla e Columbia. Pierre C. Pambrun, comandante della Compagnia della Baia di Hudson presso la fortezza, lo accolse ma si rifiutò di fare affari con lui. A mani vuote, Bonneville e i suoi uomini tornarono verso l'Idaho sudorientale accampandosi sul fiume Portneuf.
A luglio iniziò un secondo viaggio verso ovest, deciso a commerciare con la Compagnia della Baia di Hudson. Seguì una rotta più semplice attraverso le Blue Mountains, dove incontrò di nuovo Nathaniel Wyeth e si accampò lungo il Grande Ronde. In questo periodo lui e i suoi uomini erano disperati per la mancanza di cibo e provviste. A Fort Nez Perces ottennero lo stesso rifiuto da Pambrun. Invece di tornare subito a est Bonneville discese il Columbia verso Fort Vancouver. Lungo il fiume tentò di commerciare senza successo con i Sahaptin. Capì che probabilmente avrebbe ricevuto lo stesso diniego da McLoughlin a Fort Vancouver e decise di tornare a est.
Passò l'inverno del 1834–1835 con gli Shoshoni lungo il fiume Bear, e nell'aprile del 1835 iniziò il viaggio di ritorno in Missouri. Giunse a Independence ad agosto e scoprì che nonostante la sua richiesta di allungamento della licenza fosse arrivata, non era stata consegnata a Macomb. Nel frattempo il suo incarico era stato revocato.

### Washington Irving
Bonneville viaggiò a est nella speranza di riottenere l'incarico. Lungo la strada per Washington si fermò a New York dove fu ricevuto dal suo finanziatore John Jacob Astor. Mentre si trovava con Astor, Bonneville incontrò Washington Irving. Bonneville intrattenne Irving con i racconti delle sue avventure, storie che Bonneville voleva inserire in un libro a cui stava lavorando.
Uno o due mesi dopo Irving fece visita nuovamente a Bonneville a Washington. Bonneville aveva dei problemi nello scrivere la propria storia. I due concordarono che per 1000 dollari Bonneville avrebbe consegnato le proprie mappe e gli appunti in modo che Irving potesse usarli come base per il suo terzo libro "Western". Il risultato fu The Adventures of Captain Bonneville, pubblicato nel 1837.

### Altro servizio militare
A Washington Bonneville chiese instancabilmente al Segretario alla Guerra Lewis Cass di riavere il proprio incarico. All'inizio del 1836 lo ottenne. Gli anni seguenti gli furono affidati incarichi sulla frontiera occidentale a Fort Kearny nel territorio del Nebraska e nel territorio del Nuovo Messico a Fort Fillmore, dove divenne comandante del 3º reggimento di fanteria il 3 febbraio 1855 dopo la morte del colonnello Thomas Staniford. Prestò servizio nella guerra messico-statunitense, partecipando alla campagna di Veracruz di Winfield Scott. Partecipò all'occupazione di Città del Messico. Fu promosso colonnello del 3º fanteria nel 1855, e per due volte comandò il dipartimento del Nuovo Messico.
Bonneville si ritirò dal servizio militare nel 1861 ma fu richiamato durante la guerra civile, raggiungendo il grado di brevetto generale di brigata. Dal 1861 al 1863 Bonneville fu sovrintendente del reclutamento in Missouri con un piccolo incarico nel 1862 come comandante delle Benton Barracks di Saint Louis. Si congedò la seconda volta nel 1866 e si trasferì a Fort Smith, in Arkansas, dove si risposò con Sue Neis.
Morì a 82 anni nel 1878 e fu sepolto nel cimitero di Bellefontaine, Saint Louis, Missouri.

## Retaggio
Molte cose portano oggi il nome di Bonneville, tra cui:
- Booneville (Arkansas), città il cui nome deriva da Bonneville
- Bonneville Avenue a Las Vegas
- Contea di Bonneville, Idaho
- Bonneville Salt Flats
- Lago Bonneville, antenato del pleistocene del Gran Lago Salato
- Bonneville Slide
- Diga di Bonneville da cui prende il nome anche la Bonneville Power Administration
- Pontiac Bonneville, un'automobile prodotta dalla General Motors dal 1957 al 2005
- Triumph Bonneville, una linea di moto prodotta dalla compagnia britannica Triumph
- Cratere Bonneville su Marte
- SS Benjamin Bonneville, una nave Liberty della seconda guerra mondiale